# Chibluco
Chibluco es una localidad perteneciente al municipio de Loporzano, en la provincia de Huesca. Situado por carretera a 16 km de Huesca; con extraordinaria vista sobre el Salto Roldán, pico del Mediodía y las peñas de San Martín de la Bal d'Onsera.
El pueblo está estructurado de una forma lineal, siguiendo el barranco situado al norte, con todo el conjunto de edificaciones claramente abierto al sur.

## Historia
Su nombre ha sufrido variaciones desde su origen: Gebluco, Gibluco, Iebluc, Iebluco, Jebluc, Iuvelve, pudiendo intuirse la etimología de "casa en el bosque". Su historia tiene como primera constancia documental la relación con el Monasterio de Montearagón, al que el rey aragonés Pedro I de Aragón, conquistador de Huesca, donó su iglesia parroquial, "la Iglesia de 'Iebluco'", en el mes de marzo del año 1099. A este monasterio perteneció hasta 1571, cuando pasó a depender de la diócesis oscense. Se tiene noticia de que en 1135 Ramiro II entregó la villa de Chibluco con su torre a Lope Garcés. Posiblemente esta torre será la que se encuentra adosada al muro norte de la iglesia que, al paso de tiempo, fue transformada en campanario.

## Patrimonio
En la plaza central se encuentran las dos casas principales, la de los Acevillos, con dos escudos en su fachada: el de la izquierda corresponde al linaje de los Marcén y el de la derecha al de los Acevillos; éste lleva la fecha de 1788. La segunda vivienda corresponde a los Benedé, cuyo escudo, deteriorado, figura en el centro de la fachada; el edificio tiene planta rectangular y muestra un zócalo de sillares, bien labrados, que llega hasta el primer piso.
Iglesia de Santa Cecilia. Es románica, de finales del siglo XII. Tiene planta rectangular, dividida en cuatro tramos definidos por arcos fajones que se apoyan en pilastras; la cubierta es de bóveda de medio cañón apuntado. El ábside es semicircular, con bóveda de cuarto de esfera. En el presbiterio se abren, a cada lado, pequeñas capillas; en las dos columnas que marcan el inicio del ábside figuran sendos capiteles románicos, que reproducen escenas del pesaje de las almas y de la persecución de un hombre y una mujer por dos demonios. La portada, situada al sur, fechada en el siglo XVII, presenta arco de medio punto; en las dovelas y en las jambas aparecen grabados, toscamente realizados, que representan figuras de animales y una mano, al parecer con bubas, que se estima se tratan de exvotos.

## Deportes
El pueblo cuenta con un laureado equipo de fútbol recién ascendido a la segunda división municipal de Huesca.

## Galería de imágenes

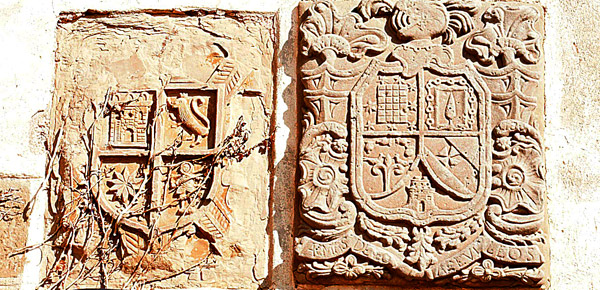
Casa de los Acevillos. Escudos de los Marcén y de los Acevillos.
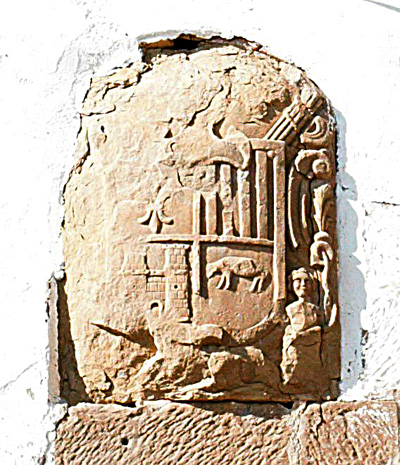
Escudo de los Benedé.
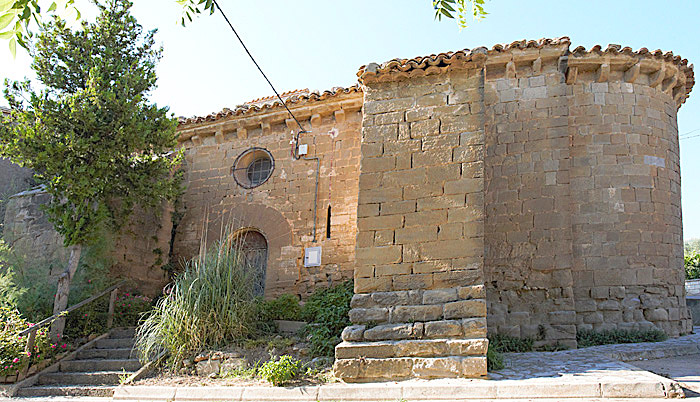
Parroquia de Santa Cecilia (S. XII).
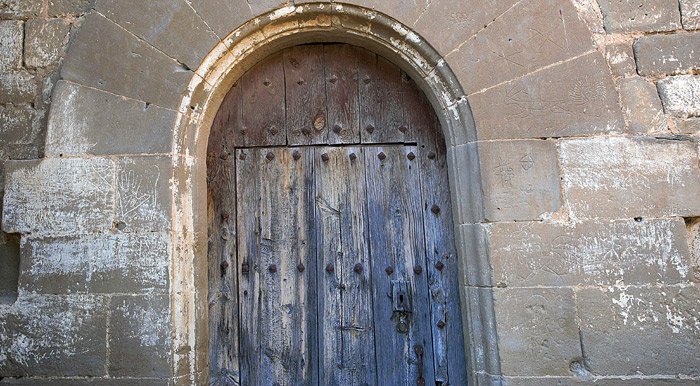
Portada de la parroquia (S. XVII),